# Ebbingen
Ebbingen ist ein Ortsteil der Stadt Walsrode im niedersächsischen Landkreis Heidekreis. In dem Heidedorf leben etwa 190 Einwohner auf einer Fläche von 7,3 km².

## Geografie
Ebbingen liegt im nordwestlichen Bereich der Stadt Walsrode, vier Kilometer nördlich vom Kernort Walsrode. Der Jarlinger Bach kreuz den Ort und westlich liegt das Naturschutzgebietes Grundloses Moor.
Nachbargemeinden sind – von Norden aus im Uhrzeigersinn – Kettenburg, Jarlingen, Benefeld, Hünzingen, Walsrode (Kernort), Fulde, Idsingen, Sieverdingen und Stellichte.

## Geschichte
Seit der Gebietsreform, die am 1. März 1974 in Kraft trat, ist die vorher selbstständige Gemeinde Ebbingen eine von 23 Ortschaften der Stadt Walsrode.

## Politik
Ortsvorsteher ist Andreas Wagenholz.

## Kultur und Sehenswürdigkeiten
Im westlichen Teil von Ebbingen liegt das unter Naturschutz stehende Grundlose Moor mit dem Grundlosen See.

## Infrastruktur und Wirtschaft

### Straßen
Ebbingen liegt fernab des großen Verkehrs. Die Bundesautobahn 27 verläuft sechs Kilometer entfernt südwestlich. Die von Bad Fallingbostel über Walsrode und Rethem nach Nienburg führende Bundesstraße 209 verläuft südlich, fünf Kilometer entfernt. Die Landesstraße L 161 von Visselhövede nach Walsrode führt durch den Ort.
In Ebbingen gibt es keine Straßenbezeichnungen, sondern nur Hausnummern, nach denen sich Einwohner, Postboten, Lieferanten und Besucher orientieren müssen.

### Ansässige Unternehmen
In Ebbingen hat die Baufirma Der Spieker ihren Hauptsitz, die Fachwerkhäuser im traditionellen Stil errichtet.